# Europese Senior Tour
De Europese Senior Tour maakt deel uit van de Europese Tour en is bestemd voor golfspelers vanaf 50 jaar.
De Senior Tour startte in 1992 met tien toernooien en groeide uit tot een agenda met 20 toernooien in 2008. In 2009 sloeg de kredietcrisis toe en liep dat terug naar 16 toernooien. 

## Tourschool
Net als de Europese PGA Tour heeft de Senior Tour de Senior Tourschool waar de spelers zich voor het volgende seizoen kunnen kwalificeren. Deze Tourschool werd voorheen altijd in november gespeeld op de Pestana Golf Resort in Portugal. Per jaar krijgen ongeveer 14 spelers een tourkaart voor het volgende seizoen. De top 100 van de Order of Merit kwalificeert zich automatisch voor het komende jaar.
De data van de Tourschool zijn veranderd. Tim Thelen won in november 2010 en kreeg een Tour-kaart voor 2011. In 2011 werd geen Tourschool georganiseerd, maar in januari en februari 2012 werd er gespeeld om een van de 18 kaarten voor 2012 te bemachtigen.
Recente winnaars
- 2007:  Bob Larratt met -3
- 2008:  Bertus Smit en  Jimmy Heggarty met -7
- 2009:  John Harrison met -14
- 2010:  Tim Thelen met -9
- 2012:  Dick Mast met -14
- 2013:  David James met -10
- 2014:  Andrew Murray met -8

## Order of Merit
In 2007 werd de Order of Merit gewonnen door Carl Mason (1953), hij won daarmee de John Jacobs Trophy. Hij noteerde 5 overwinningen: het Ryder Cup Wales Seniors Open, het Bad Ragaz PGA Seniors Open in Zwitserland, de Europese Senior Masters in Woburn, het PGA Seniors Championship en het Spaanse OKI Castellon Open. Nummer 2 was Costantino Rocca uit Italië, nummer 3 de Spanjaard Juan Quiros.
Op de agenda voor 2008 stonden 20 toernooien, die meetelden voor de Order of Merit. Alleen het prijzengeld van het US Senior Open telt niet mee voor de Europese rangorde. In 2008 werd de Order of Merit gewonnen door Ian Woosnam, hij won het Parkridge Polish Seniors Championship en het Russisch Seniors Open. Hij was tevens Rookie of the Year.
Op de agenda van 2009 stonden 16 toernooien. Carl Mason was de enige speler die twee overwinningen boekte, maar Sam Torrance won voor de derde keer de Order of Merit, tweede werd Ian Woosnam, derde Carl Mason.
In 2010 waren er 21 toernooien, waaronder het Van Lanschot Senior Open op de Haagsche Golf. De Order of Merit werd gewonnen door Boonchu Ruangkit, die vier toernooien won. Nummer 2 werd Chris Williams, nummer 3 Angel Franco.
In 2011 staan 22 toernooien op de agenda. Het Van Lanschot Open werd door Des Smyth gewonnen. Eind juli staat Tom Watson op de eerste plaats.

#### Winnaars John Jacobs Trophy
| - 1992: John Fourie - 1993: Tommy Horton - 1994: John Morgan - 1995: Brian Barnes - 1996: Tommy Horton - 1997: Tommy Horton | - 1998: Tommy Horton - 1999: Tommy Horton - 2000: Noel Ratcliffe - 2001: Ian Stanley - 2002: Seiji Ebihara - 2003: Carl Mason | - 2004: Carl Mason - 2005: Sam Torrance - 2006: Sam Torrance - 2007: Carl Mason - 2008: Ian Woosnam - 2009: Sam Torrance | - 2010: Boonchu Ruangkit - 2011: Peter Fowler - 2012: Roger Chapman - 2013: Roger Chapman |

## Rookie of the Year
De Rookie of the Year Award ging in 2008 naar Ian Woosnam en in 2011 naar Gary Wolstenholme.

## Agenda 2014
| Start        | Toernooi                       | Land                                       | Winnaar            | Score | Score | Prijzengeld | Uitslag                                                                     |
| ------------ | ------------------------------ | ------------------------------------------ | ------------------ | ----- | ----- | ----------- | --------------------------------------------------------------------------- |
| 22 mei       | US Senior PGA                  | Harbor Shores, Benton Harbor, Michigan     | Colin Montgomerie  | 271   | -13   | $ 2.100.000 | Scores                                                                      |
| 05 juni      | ISPS Handa PGA Seniors         | The Stoke By Nayland Hotel, Engeland       | Santiago Luna      | 270   | -14   | £ 235.000   | Scores                                                                      |
| 04 juli      | Bad Ragaz PGA Seniors Open     | Golf Club Bad Ragaz, Zwitserland           | Rick Gibson        | 195   | -10   | € 280.000   | Scores                                                                      |
| 10 juli      | US Senior Open                 | Oak Tree National, Edmond, Oklahoma        | Colin Montgomerie  | 279   | -5    | $ 2.600.000 | Scores van spelers van de Europese Tour                                     |
| 24 juli      | The Senior Open Championship   | Royal Porthcawl Golf Club, Bridgend, Wales | Bernhard Langer    | 266   | -18   | £ 1.250.000 | Voormalige winnaars                                                         |
| 15 augustus  | SSE Scottish Senior Open       | Fairmont St Andrews                        | Mark Davis         | 211   | -5    | € 250.000   | Voormalige winnaars                                                         |
| 22 augustus  | English Senior Open            | Rockliffe Hall, County Durham, Engeland    | Cesar Monasterio   | 202   | -14   | £ 200.000   | Scores, eerste overwinning, incl. baanrecord van 63                         |
| 29 augustus  | Travis Perkins Masters         | Woburn Golf Club                           | Colin Montgomerie  | 204   | -12   | £ 300.000   |                                                                             |
| 05 september | Russian Open Golf Championship | Moscow Country Club                        | Colin Montgomerie  | 202   | -14   | € 900.000   | Scores                                                                      |
| 12 september | Senior Open de Portugal        | Vidago Palace, Porto, Portugal             | Tim Thelen         | 202   | -12   | € 225.000   | Scores                                                                      |
| 19 september | WINSTONgolf Senior Open        | WINSTONgolf, Duitsland                     | Paul Wesselingh po | 201   | -15   | € 400.000   | Wesselingh versloeg Bernhard Langer en Philip Golding in de play-off Scores |
| 03 oktober   | French Riviera Masters         | Terre Blanche, Frankrijk                   | Philip Golding     | 201   | -16   | € 400.000   | Scores                                                                      |
| 10 oktober   | Dutch Senior Open              | The International, Badhoevedorp            | Ian Woosnam        | 208   | -11   | € 200.000   | Scores                                                                      |
| 12 december  | MCB Tour Championship          | Constance Belle Mare Plage, Mauritius      | 12 december        |       |       | € 420.000   |                                                                             |

## Agenda 2013

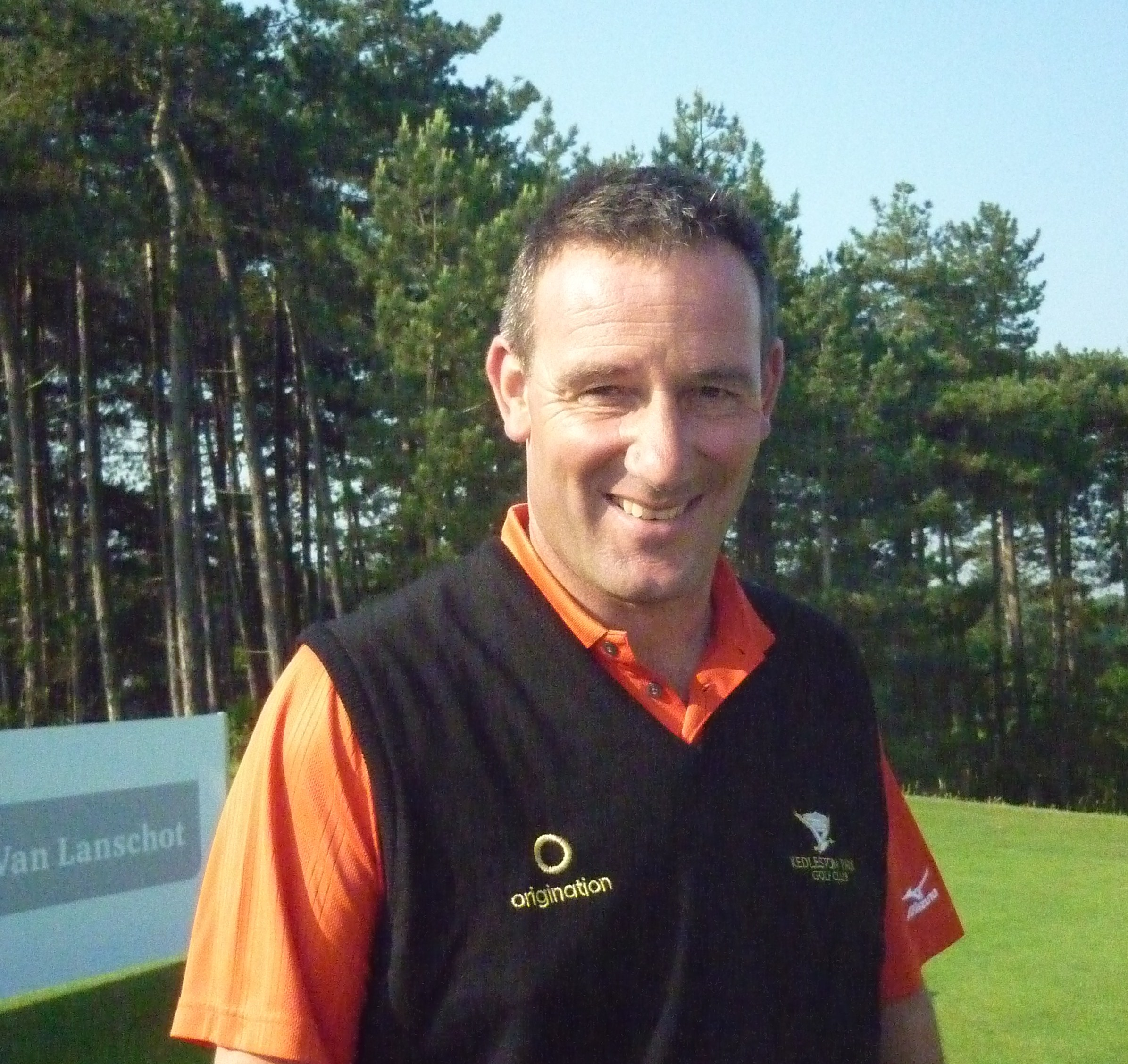
Paul Wesselingh, drievoudig winnaar

| Start        | Toernooi                                        | Land                      | Winnaar            | Score | Score | Prijzengeld   | Uitslag |
| ------------ | ----------------------------------------------- | ------------------------- | ------------------ | ----- | ----- | ------------- | ------- |
| 23 mei       | US Senior PGA Kampioenschap                     | St Louis, VS              | Kohki Idoki        | 273   | -11   | $2.100.000    |         |
| 6 juni       | PGA Seniors Kampioenschap                       | Engeland                  | Paul Wesselingh    | 272   | -20   | £ 260.000     |         |
| 14 juni      | Wales Senior Open                               | Royal Porthcawl Golf Club | Philip Golding     | 211   | €-2   | £ 250.000     |         |
| 5 juli       | Bad Ragaz PGA Seniors Open                      | Golf Club Bad Ragaz       | Paul Wesselingh po | 201   | €-9   | €280,000      |         |
| 11 juni      | US Senior Open                                  | Omaha Golf Club           | Kenny Perry        | 278   | -2    | US$ 2.600.000 |         |
| 25 juli      | The Senior Open Championship presented by Rolex | Royal Birkdale Golf Club  | Mark Wiebe po      | 271   | -9    | US$ 2.000.000 |         |
| 2 augustus   | Berenberg Masters                               | Golf- und Land-Club Köln  | Steen Tinning      | 207   | -9    | € 400.000     |         |
| 16 augustus  | Scottish Hydro Senior Open                      | St Andrews                | Santiago Luna      | 211   | -5    | £ 250.000     |         |
| 30 augustus  | Travis Perkins plc Senior Masters               | Woburn Golf Club          | Colin Montgomerie  | 206   | -10   | £300,000      |         |
| 6 september  | WINSTONgolf Senior Open                         | WINSTONgolf               | Gordon Brand Jr.   | 204   | -12   | € 400.000     |         |
| 13 september | Russisch Seniors Open                           | Moskou                    | Simon P Brown      | 204   | -12   | US$ 850.000   |         |
| 20 september | French Riviera Masters                          | Terre Blanche             | Peter Fowler       | 205   | -11   | €400,000      |         |
| 11 oktober   | Dutch Senior Open                               | The International         | Simon P Brown      | 143   | -3    | €200,000      |         |
| 15 november  | Fubon Senior Open                               | Taipei, Taiwan            | Paul Wesselingh    | 207   | -9    | US$ 450.000   |         |
| 13 december  | MCB Tour Championship                           | Mauritius                 |                    |       |       |               |         |

## Agenda 2012
Het Wales Senior Open is een nieuw toernooi op de agenda. Het werd t/m 2009 gespeeld maar heette toen het Wales Seniors Open. In 2010 werd het toernooi overgeslagen.
| Start   | Toernooi                                        | Land                                 | Winnaar           | Score | Prijzengeld | Uitslag |
| ------- | ----------------------------------------------- | ------------------------------------ | ----------------- | ----- | ----------- | ------- |
| 11 mei  | Mallorca Senior Open                            | Pula Golf Club, Mallorca             | Gary Wolstenholme | -8    | € 199.800   |         |
| 24 mei  | US Senior PGA Kampioenschap                     | Harbor Shores, Michigan              | Roger Chapman     | -13   | $ 2.000.000 |         |
| 1 juni  | Benahavis Senior Masters                        | La Quinta Golf & Country Club        | Gary Wolstenholme | -13   | € 199.800   |         |
| 7 juni  | ISPS Handa PGA Seniors Championship             | De Vere Slaley Hall Hexham, England  | Paul Wesselingh   | -6    | £ 250.000   |         |
| 22 juni | Van Lanschot Senior Open                        | Haagsche G&CC                        | Massy Kuramoto    | par   | € 250.000   |         |
| 29 juni | Berenberg Bank Masters                          | Golfclub Wörthsee, München           | Tim Thelen        | -15   | € 400,000   |         |
| 8 juli  | Bad Ragaz PGA Seniors Open                      | Golf Club Bad Ragaz                  | Tim Thelen        | -12   | € 280.000   |         |
| 12 juli | US Senior Open                                  | Indianwood G&CC Lake Orion, Michigan | Roger Chapman     | -10   | $ 2.00.000  |         |
| 26 juli | The Senior Open Championship presented by Rolex | Turnberry Golf Club, Schotland       | Fred Couples      | -9    | $ 2.000.000 |         |
| 17 aug. | Scottish Senior Open                            | St Andrews Links                     | Anders Forsbrand  | -17   | £ 250.000   |         |
| 24 aug. | Wales Senior Open                               | Conwy Golf Club, Wales               | Barry Lane        | -7    | £ 250.000   |         |
| 31 aug. | Travis Perkins plc Senior Masters               | Woburn Golf Club, Engeland           | Des Smyth         | -10   | £ 300.000   |         |
| 7 sept. | Pon Senior Open                                 | WINSTONopen Course, Vorbeck          | Terry Price       |       | € 400.000   |         |
| 21 sept | French Riviera Masters                          | Terre Blanche                        | Tim Thelen        | -24   | €399,180    |         |

## Agenda 2011
| Start        | Toernooi                                                        | Land                                                                   | Winnaar          | Score | Prijzengeld    | Informatie       |
| ------------ | --------------------------------------------------------------- | ---------------------------------------------------------------------- | ---------------- | ----- | -------------- | ---------------- |
| 19 nov. 2010 | Handa Australian Senior Open                                    | Perth                                                                  | Peter Senior     | -9    | A$400.000      | nieuw toernooi   |
| 25 nov. 2010 | Handa Cup Senior Masters                                        | Japan                                                                  | Massy Kuramoto   | -17   | JPY120.000.000 |                  |
| 10 dec. 2010 | Mauritius Commercial Bank Open                                  | Mauritius                                                              | David Frost po   | -13   | €200.000       | po Roger Chapman |
| 4 maart 2011 | The Aberdeen Brunei Masters                                     | The Empire Hotel & Country Club Bandar Seri Begawan, Brunei Darussalam | Chris Williams   | -12   | US$ 320.000    |                  |
| 11 maart     | ISPS Handa Senior World Championship presented by Mission Hills | World Cup Course, Mission Hills, Shenzhen                              | Sandy Lyle       | -12   | US$ 350.000    |                  |
| 18 mei       | OKI Open de España Senior                                       | El Valle Golf Resort, Murcia, Spanje                                   | Carl Mason       |       | € 200.000      |                  |
| 26 mei       | US Senior PGA Championship                                      | Louisville, Kentucky                                                   | Tom Watson       | -10   | US$ 2.000.000  |                  |
| 3 juni       | ISP Handa Senior Masters presented by The Stapleford Forum      | Stapleford Park, Melton Mowbray                                        | Peter Fowler     | -10   | £ 400.000      |                  |
| 9 juni       | The De Vere Club PGA Seniors Championship                       | Hunting Course, De Vere Slaley Hall, Hexham                            | Andrew Oldcorn   | -11   | £ 250.000      |                  |
| 17 juni      | Berenberg Bank Masters                                          | Cologne Golf und Land Club, Keulen                                     | Ian Woosnam      | -9    | € 400.000      |                  |
| 24 juni      | Van Lanschot Senior Open                                        | Haagsche G&CC, Wassenaar                                               | Des Smyth        | -6    | € 250.000      |                  |
| 1 juli       | Bad Ragaz Senior Open                                           | Golf Club Bad Ragaz                                                    | Peter Fowler     | -14   | € 250.000      |                  |
| 21 juli      | The Senior Open Championship                                    | Walton Heath Golf Club                                                 | Russ Cochran     | -12   | € 1.403.543    |                  |
| 28 juli      | US Senior Open                                                  | Inverness Club                                                         | Olin Browne      | -15   | US$ 2.600.000  |                  |
| 19 augustus  | Cleveland Golf / Srixon Scottish Senior Open                    | St Andrews Links                                                       | Barry Lane       | -14   | £ 250.000      |                  |
| 2 september  | Travis Perkins plc Senior Masters 2011                          | Woburn                                                                 | Boonchu Ruangkit | -9    | £ 285.000      |                  |
| 16 september | Casa Serena Open                                                | Casa Serena Golf, Praag                                                | Barry Lane       | -15   | € 400.000      |                  |
| 22 september | Cannes Mougins Masters                                          | Golf de Cannes-Mougins                                                 | Juan Quiros po   | -10   | € 250.000      |                  |
| 29 september | Senior Open de Portugal                                         | Belas Clube de Campo, Lissabon                                         | Mark Mouland     | -9    | € 300.555      |                  |
| 14 oktober   | Benahavís Senior Masters                                        | La Quinta Golf & Country Club, Marbella                                | Carl Mason       | -9    | € 180.000      |                  |
| 18 november  | Fubon Senior Open                                               | Miramar Golf & Country Club, Taipei, Taiwan                            | Chien Soon Lu    | -12   | $ 400.000      |                  |
| 9 december   | MCB Tour Championship                                           | Constance Belle Mare Plage, Mauritius                                  | Tom Lehman       | -12   | € 400.000      |                  |

po Juan Quiros versloeg Des Smyth op de 2de hole van de play-off.

## Agenda 2010
| Datum        | Toernooi                                               | Land                | Prijzengeld | Winnaar           | Informatie                                                           |
| ------------ | ------------------------------------------------------ | ------------------- | ----------- | ----------------- | -------------------------------------------------------------------- |
| 13 dec. 2009 | Mauritius Commercial Bank Open                         | Mauritius           | US$ 230.000 | Kevin Spurgeon    | Nieuw toernooi                                                       |
| 7 maart      | Aberdeen Brunei Senior Masters                         | Brunei              | € 400.000   | Boonchu Ruangkit  | na play-off tegen Frankie Minoza                                     |
| 14 maart     | Chang Thailand Senior Masters presented by ISPS        | Thailand            | € 292.101   | Boonchu Ruangkit  |                                                                      |
| 28 maart     | Berenberg Bank Masters                                 | Zuid-Afrika         | € 500.000   | Boonchu Ruangkit  | Nieuw toernooi                                                       |
| 14 mei       | Handa Senior Masters presented by The Stapleford Forum | Engeland            | € 400.000   | Bill Longmuir     |                                                                      |
| 30 mei       | US Senior PGA Kampioenschap                            | Verenigde Staten    | $ 2.000.000 | Tom Lehman        | Champions Tour: Senior major                                         |
| 6 juni       | Jersey Seniors Classic                                 | Kanaaleilanden      | € 140.000   | Gordon Brand Jr.  |                                                                      |
| 13 juni      | Handa Irish Senior Open                                | Carton House GC     | € 250.000   | Marc Farry        |                                                                      |
| 20 juni      | Ryder Cup Wales Seniors Open                           | Wales               | £ 500.000   | John Bland        |                                                                      |
| 27 juni      | De Vere Collection PGA Seniors Championship            | Engeland            | € 250.000   | David J Russell   |                                                                      |
| 4 juli       | Bad Ragaz PGA Seniors Open                             | Zwitserland         | € 250.000   | Carl Mason        |                                                                      |
| 11 juli      | Van Lanschot Senior Open                               | Nederland           | € 250.000   | George Ryall      | Nieuw toernooi                                                       |
| 18 juli      | The Open Championship                                  | Schotland           | €1,538,187  | Louis Oosthuizen  | Europese Tour: Major Champions Tour: Senior major US PGA Tour: Major |
| 25 juli      | Senior British Open Championship                       | Schotland           | $ 2.000.000 | Bernhard Langer   | Champions Tour: Senior major                                         |
| 1 augustus   | US Senior Open                                         | Verenigde Staten    | € 1,538,187 | Bernhard Langer   | Champions Tour: Senior major                                         |
| 22 augustus  | Cleveland Golf/Srixon Scottish Senior Open             | Schotland           | € 305.650   | Barry Lane        |                                                                      |
| 5 september  | Travis Perkins plc Senior Masters                      | Engeland            | € 318.797   | Des Smyth         |                                                                      |
| 19 september | Casa Serena Open                                       | Tsjechië            | € 600.000   | Gary Wolstenholme |                                                                      |
| 11 oktober   | Cannes Mougins Masters                                 | Frankrijk           | € 250.000   | Marc Farry        |                                                                      |
| 17 oktober   | Benahavís Senior Masters                               | La Quinta, Marbella | € 180.000   | Boonchu Ruangkit  |                                                                      |
| 24 oktober   | Sicilian Senior Open                                   | Italië              | € 250.000   | Domingo Hospital  | na play-off tegen Horacio Carbonetti                                 |
| 7 november   | OKI Castellón Senior Tour Championship                 | Spanje              | € 400.000   | Mike Cunning      |                                                                      |

## Toernooien
| De volgende toernooien staan op de agenda: - Australian Senior Open: 2011 - Bad Ragaz Seniors Open: 1997 - heden - Berenberg Bank Masters: 2010 - heden - Brits Senior Open: 1992 - heden - Brunei Senior Masters: 2009, 2010, 2011 - Casa Serena Open: 2008 - heden - Dutch Senior Open: 1998 - 2001 en 2010 - 2012 - 2013 - Europese Senior Masters: 2001 - heden - French Riviera Masters: 2010 - heden - Fubon Senior Open: 2011 - heden - Iers Senior Open: 1997 - heden - ISPS Handa Senior World Championship: 2011 - heden - ISPS Handa Senior Masters: 2010 - heden - Japan Senior Masters: 2010 - 2012 - Jersey Seniors Open: 1996 - heden - Mauritius Open: 1994 - heden - PGA Seniors Championship: 1957 - heden - Scottish Senior Open: 1993 - heden - Senior Tour Kampioenschap: 2000 - heden - Spaans Seniors Open: 1998, 2005, 2006, 2011 - Travis Perkins plc Senior Masters: 2001 - heden - US Senior Open: 1980 - heden - US Senior PGA Kampioenschap: 1937 - heden - Wales Seniors Open: 2001 - heden | De volgende toernooien stonden op de agenda: - Barbados Open: 2000 - 2009 - Berenberg Bank Masters: 2010 - Egyptisch Seniors Open: 2005 - Engels Seniors Open: 2003, 2004, 2006, 2007 - Europees Seniors Matchplaykampioenschap: 2002 - 2004 - Frans Senior Open: 1992 - 2007 - Italiaans Seniors Open: 2004 - 2008 - London Masters: 2005 - 2007 - Mallorca Senior Open: 2009 - Mobile Cup: 2002 - 2005 - Nigel Mansell Sunseeker International Classic: 2003 - 2005 - Pools Seniors Kampioenschap: 2008 - Portugees Senior Open: 2005, 2006 - Russisch Seniors Open: 2008 - Scandinavisch Senior Open: 2005 - 2007 - Tobago Plantations Seniors Open: 2002, 2003, 2004, 2005 - Wentworth Senior Masters: 1997 - 2007 |

## Trivia
In de officiële toernooinamen worden Senior Open en Seniors Open door elkaar gebruikt, in deze lijst wordt Senior(s) gebruikt zoals de PGA het gebruikt.Zie ook: Lijst van golfers op de Europese Senior Tour